# La Chapelle-Rousselin
La Chapelle-Rousselin ist eine Ortschaft und ehemalige Gemeinde mit 853 Einwohnern (Stand: 1. Januar 2022) im französischen Département Maine-et-Loire in der Region Pays de la Loire. Sie gehörte zum Arrondissement Cholet. Die Bewohner werden Rousselinois und Rousselinoises genannt.
Der Erlass des Präfekten vom 24. September 2015 legte mit Wirkung zum 15. Dezember 2015 die Eingliederung von La Chapelle-Rousselinals Commune déléguée gemeinsam mit zwölf bis dahin selbstständigen Gemeinden und Ortschaften zur Commune nouvelle Chemillé-en-Anjou fest.

## Geografie

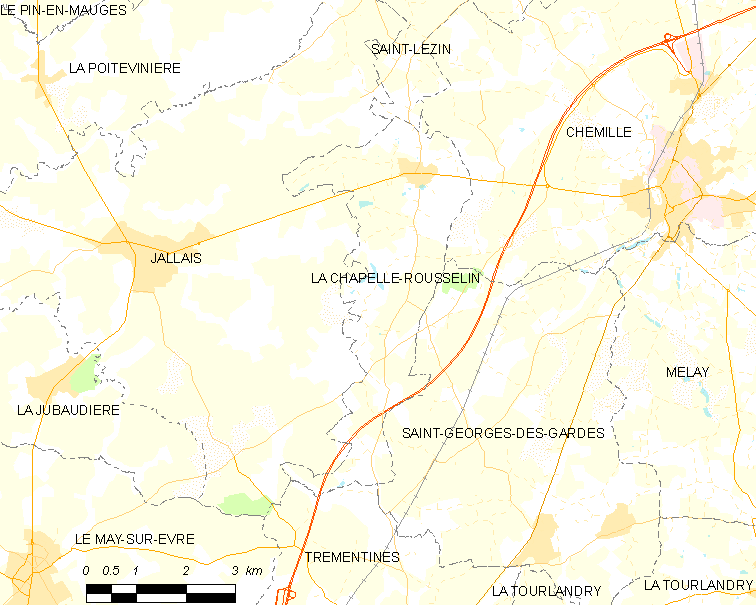
Karte von La Chapelle-Rousselin

La Chapelle-Rousselin liegt etwa 32 Kilometer südsüdwestlich von Angers, etwa 50 Kilometer westlich von Saumur und etwa 2^1 Kilometer nordöstlich von Cholet in der Région naturelle der Mauges, Teil der historischen Provinz des Anjou. Das Gebiet von La Chapelle-Rousselin liegt im äußersten Südosten des Armorikanischen Massivs inmitten einer hügeligen Landschaft mit Höhen von 123 m im Süden. Das Zentrum liegt auf 105 m Höhe. Das Ortsgebiet wird vom Ruisseau de Montelais, vom Ruisseau de la Vielle-Jactrie, vom Ruisseau de Lantrais und vom Ruisseau de la Singère entwässert.
Umgeben wird La Chapelle-Rousselin von zwei Nachbargemeinden und drei Communes déléguées von Chemillé-en-Anjou:
|                     | Saint-Lézin (Commune déléguée)              | Chemillé (Commune déléguée)                 |
| Beaupréau-en-Mauges | Kompassrose, die auf Nachbargemeinden zeigt |                                             |
|                     | Trémentines                                 | Saint-Georges-des-Gardes (Commune déléguée) |

## Toponymie und Geschichte
In einer ersten Erwähnung in den Schriften erschien der Ort 1050 unter dem Namen Capella-Roscelini.
Zahlreiche Objekte aus der Urgeschichte sind auf dem Ortsgebiet gefunden worden. Achtzehn Äxte aus poliertem Stein und drei Tüllenbeile aus der Bronzezeit, davon eines mit einem Ring, bezeugen eine frühere Siedlung. Die Pfarrgemeinde existierte seit dem 11. Jahrhundert, deren Pfarrkirche aus einer Kapelle des Lehnsherrn eines Rosselin oder Rousselin hervorging, woran der Ortsname noch heute erinnert. Vermutlich handelt es sich hierbei um einen Seigneur La Haie, dessen Familie im 12. Jahrhundert ihre Kirche an den Prior von Saint-Pierre in Chemillé abtraten. Die Pfarrgemeinde La Chapelle war abhängig von diesem Priorat mit gewissen feudalen Rechten. Das Schloss der La Haie verschwand 1593.

## Bevölkerungsentwicklung
| La Chapelle-Rousselin: Einwohnerzahlen von 1793 bis 2020                                                                   | La Chapelle-Rousselin: Einwohnerzahlen von 1793 bis 2020 | La Chapelle-Rousselin: Einwohnerzahlen von 1793 bis 2020 | La Chapelle-Rousselin: Einwohnerzahlen von 1793 bis 2020 | La Chapelle-Rousselin: Einwohnerzahlen von 1793 bis 2020 |
| --- | -------------------------------------------------------- | -------------------------------------------------------- | -------------------------------------------------------- | -------------------------------------------------------- |
| Jahr |                                                          |                                                          |                                                          | Einwohner                                                |
| 1793 | 1793                                                     |                                                          | 520                                                      | 520                                                      |
| 1800 | 1800                                                     |                                                          | 630                                                      | 630                                                      |
| 1831 | 1831                                                     |                                                          | 619                                                      | 619                                                      |
| 1836 | 1836                                                     |                                                          | 650                                                      | 650                                                      |
| 1841 | 1841                                                     |                                                          | 646                                                      | 646                                                      |
| 1846 | 1846                                                     |                                                          | 763                                                      | 763                                                      |
| 1851 | 1851                                                     |                                                          | 810                                                      | 810                                                      |
| 1856 | 1856                                                     |                                                          | 840                                                      | 840                                                      |
| 1861 | 1861                                                     |                                                          | 818                                                      | 818                                                      |
| 1866 | 1866                                                     |                                                          | 825                                                      | 825                                                      |
| 1872 | 1872                                                     |                                                          | 822                                                      | 822                                                      |
| 1876 | 1876                                                     |                                                          | 792                                                      | 792                                                      |
| 1881 | 1881                                                     |                                                          | 780                                                      | 780                                                      |
| 1886 | 1886                                                     |                                                          | 762                                                      | 762                                                      |
| 1891 | 1891                                                     |                                                          | 712                                                      | 712                                                      |
| 1896 | 1896                                                     |                                                          | 673                                                      | 673                                                      |
| 1901 | 1901                                                     |                                                          | 633                                                      | 633                                                      |
| 1906 | 1906                                                     |                                                          | 638                                                      | 638                                                      |
| 1911 | 1911                                                     |                                                          | 603                                                      | 603                                                      |
| 1921 | 1921                                                     |                                                          | 548                                                      | 548                                                      |
| 1926 | 1926                                                     |                                                          | 566                                                      | 566                                                      |
| 1931 | 1931                                                     |                                                          | 570                                                      | 570                                                      |
| 1936 | 1936                                                     |                                                          | 551                                                      | 551                                                      |
| 1946 | 1946                                                     |                                                          | 535                                                      | 535                                                      |
| 1954 | 1954                                                     |                                                          | 558                                                      | 558                                                      |
| 1962 | 1962                                                     |                                                          | 558                                                      | 558                                                      |
| 1968 | 1968                                                     |                                                          | 570                                                      | 570                                                      |
| 1975 | 1975                                                     |                                                          | 578                                                      | 578                                                      |
| 1982 | 1982                                                     |                                                          | 569                                                      | 569                                                      |
| 1990 | 1990                                                     |                                                          | 578                                                      | 578                                                      |
| 1999 | 1999                                                     |                                                          | 596                                                      | 596                                                      |
| 2006 | 2006                                                     |                                                          | 680                                                      | 680                                                      |
| 2013 | 2013                                                     |                                                          | 778                                                      | 778                                                      |
| 2020 | 2020                                                     |                                                          | 810                                                      | 810                                                      |
| Quelle(n): EHESS/Cassini bis 1999, INSEE ab 2006 Anmerkung(en): Ab 1962 offizielle Zahlen ohne Einwohner mit Zweitwohnsitz |                                                          |                                                          |                                                          |                                                          |

## Sehenswürdigkeiten
- Kirche Saint-Jacques mit Ursprüngen aus dem 13. Jahrhundert, 1793 in Brand gesteckt, im 19. Jahrhundert restauriert